# Aeroportul Krakor
Aeroportul Krakor (IATA: KZD, ICAO: VDSY) este un aeroport din Pursat Province⁠(d), Cambodgia.
Situat la o altitudine de 5 m, aeroportul dispune de o singură pistă.